# Bulleromyces
Bulleromyces är ett släkte av svampar. Bulleromyces ingår i familjen Tremellaceae, ordningen gelésvampar, klassen Tremellomycetes, divisionen basidiesvampar och riket svampar.
|              | Tremella                             |
|              |                                      |
|              | Cryptococcus                         |
|              |                                      |
|              | Holtermannia                         |
|              |                                      |
|              | Epidochium                           |
|              |                                      |
|              | Bullera                              |
|              |                                      |
|              | Filobasidiella                       |
|              |                                      |
|              | Dioszegia                            |
|              |                                      |
|              | Papiliotrema                         |
|              |                                      |
|              | Bulleribasidium                      |
|              |                                      |
|              | Hormomyces                           |
|              |                                      |
|              | Auriculibuller                       |
|              |                                      |
|              | Dictyotremella                       |
|              |                                      |
|              | Biatoropsis                          |
|              |                                      |
| Bulleromyces | \| \| Bulleromyces albus \| \| \| \| |
|              | \| \| Bulleromyces albus \| \| \| \| |
|              | Tsuchiyaea                           |
|              |                                      |
|              | Neotremella                          |
|              |                                      |
|              | Trimorphomyces                       |
|              |                                      |
|              | Sirotrema                            |
|              |                                      |
|              | Bulleromyces albus                   |
|              |                                      |

|  | Bulleromyces albus |
|  |                    |